# Alice Cooper
Alice Cooper (nato Vincent Damon Furnier; Detroit, 4 febbraio 1948) è un cantautore e attore statunitense.
Tra i personaggi più controversi e discussi nella storia del rock, Cooper è uno dei più popolari artisti del genere, con oltre 50 milioni di dischi venduti in tutto il mondo.
Riconosciuto come uno dei massimi esponenti del cosiddetto shock rock, egli è soprannominato The Godfather of Shock Rock.
La sua fama è anche dovuto ai suoi concerti energici e molto spettacolari, caratterizzati da elementi scenici macabri come bambole horror, ghigliottine ed il famigerato boa vero attorcigliato attorno al collo. Inoltre nelle performance è evidente il tipico corpse paint, un trucco facciale dalle sembianze "cadaveriche".
I suoi testi contengono spesso elementi ispirati dalla narrativa horror; tuttavia, nell'ampia produzione dell'artista si trovano brani sugli argomenti più diversi, inclusi temi di ampio respiro come la libertà di espressione, la religione e i problemi legati alla società statunitense.
Candidato tre volte ai Grammy Awards, Cooper è stato insignito di due lauree honoris causa: la prima nel 2004 in arti dello spettacolo dalla Grand Canyon University e la seconda nel 2012 dal Los Angeles Musicians Institute.
Nel 2003 ha ricevuto la propria stella sulla Hollywood Walk of Fame mentre nel 2011 è stato introdotto nella Rock and Roll Hall of Fame.
La sua musica e la sua presenza scenica hanno avuto un notevole influsso su vari artisti shock rock venuti dopo.

## Biografia

### Gli inizi
Vincent Furnier nacque a Detroit, Michigan da Ether Moroni Furnier ed Ella Mae McCart. Suo nonno, Thurman Sylvester Furnier, era un apostolo della Chiesa di Gesù Cristo, di cui fa parte anche il padre.
Durante l'adolescenza Vincent studia alla Cortez High School, nel nord di Phoenix. Nel 1964 Vincent e i suoi amici di scuola e di corsa campestre Dennis Dunaway e John Speer desiderarono di partecipare all'annuale Talent Show, e dato che non sapevano suonare alcuno strumento, decisero di vestirsi come i The Beatles e di mimare le loro canzoni durante la performance. Chiesero a Glen Buxton e a John Tatum, altri due ragazzi del liceo che suonavano già in alcune surf band, di suonare la chitarra in background al Variety Show e così formarono un gruppo col nome "The Earwigs". Come conseguenza alla loro successiva vittoria e alla bella esperienza, la band subito si impegnò verso quella strada assegnando a ognuno di loro un ruolo agli strumenti. Vincent prese la parte del vocalist, e imparò a suonare l'armonica, Glen Buxton alla chitarra solista, John Tatum alla chitarra ritmica, Dennis Dunaway al basso e John Speer alla batteria. Musicalmente il gruppo si ispirò ad artisti come The Beatles, The Rolling Stones, Janis Joplin, The Who, The Kinks, Pink Floyd, e The Yardbirds.
A metà degli anni sessanta diventa cantante degli Spiders, i quali cambiano nome dapprima in "Nazz" e poi in "Alice Cooper", probabilmente prendendo il nome da una presunta strega bruciata a Salem nel diciassettesimo secolo anche se nel suo libro Alice Cooper. La mia vita tra rock e golf la versione è differente:
Agli esordi Alice Cooper era una vera e propria band composta da 5 persone: Cooper alla voce (che nei dischi era accreditato come "Vincent Furnier") Michael Bruce e Glen Buxton alla chitarra, Dennis Dunaway al basso e Neal Smith alla batteria.
Sulle scelte che portarono a un look fatto di trucco, vestiti di cuoio si veda quanto racconta Alice Cooper:
La fortuna di conoscere Frank Zappa, il suo maggiore idolo, fu determinante per il suo inizio di carriera, tant'è che Zappa diede un notevole aiuto al suo gruppo durante gli esordi. Furnier fece una buona impressione a lui e al suo manager Shep Gordon, e nel 1969 pubblicano il primo album, Pretties for You, per la loro etichetta, la Straight Records. Nell'album si avvertono molto le influenze folk e blues. Mentre la maggioranza degli artisti glam rock (genere in cui rientra il quintetto per molti critici) di quel periodo trattavano tematiche perlopiù sentimentali, la band di Cooper si differenziava per l'esposizione di argomenti come morte, tortura e necrofilia, canoni poi riconosciuti come tipici dello shock rock, frangia di cui Alice è un rappresentante illustre. Proprio l'eccentrica (per quei tempi) espressione musicale porterà alla band diverbi e accuse da parte delle associazioni più puritane negli Stati Uniti d'America.

### Anni settanta

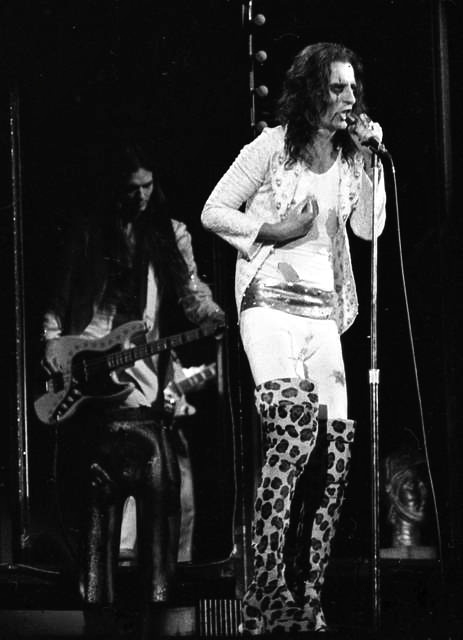
Alice Cooper durante il tour di Billion Dollar Babies (1973)

Negli anni settanta, dopo il secondo album Easy Action (1970) che si rivelò mediocre, la band si trasferisce da Los Angeles a Detroit, dove firma un nuovo contratto con la Warner Bros. e incontra il produttore Bob Ezrin. Insieme a lui, realizzano Love It to Death (1971) che grazie anche al singolo I'm Eighteen diventa disco d'oro.
Il tour del 1971, che precede l'album Killer, fa parlare del gruppo a causa di un apparato scenico estremamente teatrale e kitsch: il "marchio di fabbrica" di Alice Cooper, che porterà nel rock una ventata di Grand Guignol a base di forche, serpenti, ghigliottine, maschere e sangue. Questo particolare tipo di esibizioni porterà ad una forte raffica di critiche nei confronti dell'artista, ma sono proprio queste ad ingrandire la sua popolarità.
Nel 1972 il gruppo si afferma definitivamente con School's Out, trainato dalla canzone omonima, a suo tempo (ed anche tuttora) un inno liberatorio degli studenti americani nell'ultimo giorno di lezione. Le classifiche rispondono splendidamente anche al successivo Billion Dollar Babies (1973) contenente un'altra canzone-manifesto, No More Mr. Nice Guy ed altri classici come Elected e I Love the Dead.
La formazione rimase invariata fino al 1973, anno di pubblicazione di Muscle of Love che segna una scissione nell'organico per cause mai accertate. Il leader del gruppo modifica legalmente il proprio nome in "Alice Cooper", decidendo di intraprendere la carriera solista.
Per il suo primo album solista, Furnier, divenuto ormai Alice Cooper, si avvale del gruppo di Lou Reed, grazie anche al comune amico Bob Ezrin: in particolare, la presenza dei chitarristi Dick Wagner e Steve Hunter rende più ruvido il sound, spingendolo ancora più verso l'hard rock.
Egli darà vita a Welcome to My Nightmare (1975) album dalle sonorità e dai contenuti "tetri", considerato il punto più alto della sua carriera artistica. Il lavoro contiene canzoni emblematiche della sua discografia come l'omonima Welcome to My Nightmare, The Black Widow, Steven e la ballad Only Women Bleed. Da questo momento, diventato un solista a tutti gli effetti, assolderà negli anni a venire vari turnisti.
Dopo un altro disco di successo, Alice Cooper Goes to Hell (1976) i problemi del cantante con l'alcool diventano molto gravi, e sarà costretto a sottoporsi a disintossicazione. In seguito a questa brutta esperienza comporrà il disco From the Inside (1978) con Bernie Taupin, paroliere storico di Elton John.

### Anni ottanta

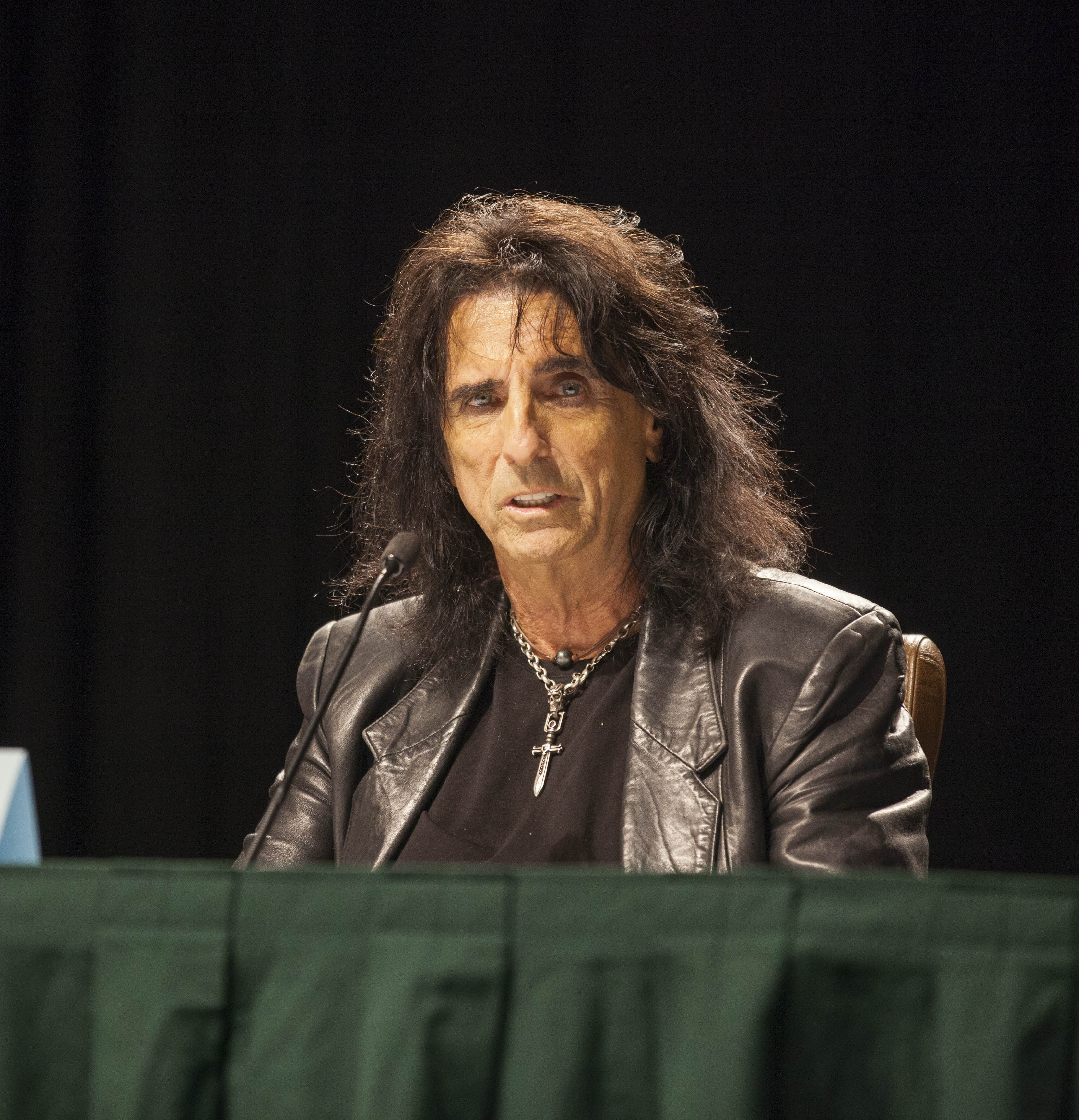
Alice Cooper nel 2012

Siamo nei primi anni ottanta e il nuovo decennio porta nuovi stili e nuove mode musicali ed anche Alice cerca di evolvere la propria musica. Nella prima metà degli anni ottanta, vengono incisi Flush the Fashion (1980) Special Forces (1981) Zipper Catches Skin (1982) e DaDa (1983) dischi istrionici e con sonorità influenzate dalla New wave, ai tempi snobbati dai puristi e da alcuni critici.
In quel periodo il cantante entrò in riabilitazione per l'ultima volta (dal 1983 in poi sarà completamente sobrio). Passeranno alcuni anni di silenzio, in cui si dedicherà soprattutto alla famiglia, sino a quando, verso metà decennio, Alice Cooper assume i connotati di figura di culto per diverse band ma anche per gli appassionati di horror che lo vedranno apparire in alcuni film, su tutti, Il signore del male (1987) di John Carpenter.
Dopo questa breve parentesi extra-musicale, Alice torna nell'ambiente musicale. Questo periodo riportò successi in casa Cooper, anche se inferiori, in termini di popolarità, a quelli del decennio precedente. Arruolerà vari musicisti, tra i quali il chitarrista/culturista Kane Roberts e il bassista Kip Winger, con cui comincerà a scrivere i brani del nuovo album, Constrictor (1986) che, nonostante non venga accolto molto calorosamente, mostra una lenta ripresa. Il successivo Raise Your Fist and Yell (1987) mostra sonorità più potenti rispetto al precedente e raggiunge vendite molto più che accettabili, grazie anche al singolo Freedom, un brano molto amato dai fan del cantante.
Trash (1989) permise ad Alice di tornare al successo commerciale. L'album presenta vari ospiti, con grandi nomi come Aerosmith, Jon Bon Jovi e Richie Sambora, Steve Lukather e molti altri, e contiene singoli apprezzati come Poison (da cui è stato tratto un video criticato e, in seguito, censurato) Only My Heart Talkin' (ballad eseguita in duetto con Steven Tyler degli Aerosmith) e le possenti Spark in the Dark e Bed of Nails. Il disco, prodotto da Desmond Child, lo rilancia, dopo molto tempo, in vetta alla classifica. Con questo lavoro una nuova generazione di teenager fa conoscenza con l'icona di Alice Cooper e Trash è definito il maggior successo del cantante dalla seconda metà degli anni settanta, seppur non esattamente il migliore dal punto di vista artistico.

### Anni novanta

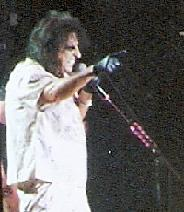
Alice Cooper in camicia di forza

Gli anni novanta si rivelano, sotto il profilo creativo, il periodo più inattivo del cantante di Detroit, che pubblica solo due album in studio. Nel 1991 esce Hey Stoopid, che ricevette buoni consensi. Nel disco collaborano grossi nomi del rock e dell'heavy metal come Ozzy Osbourne, Steve Vai, Joe Satriani, Stef Burns, Slash, Nikki Sixx, Mick Mars.
Sempre nel 1991, viene ospitato nell'album Use Your Illusion I dei Guns N' Roses (grandi ammiratori di Cooper) partecipando alla parte cantata del brano The Garden. Sempre in questo periodo, il cantante abbandona momentaneamente la musica per dedicarsi all'attività cinematografica, facendo apparizioni in film come Nightmare 6 - La fine (1991) e Fusi di testa (1992).
Nel 1994 torna nell'ambiente musicale con l'ambizioso The Last Temptation che parla del suo concetto religioso e delle frustrazioni della vita moderna. Nel disco appare anche Chris Cornell dei Soundgarden, ed alcuni pezzi sono scritti insieme a Tommy Shaw (Styx, Damn Yankees) e Jack Blades (Night Ranger, Damn Yankees). La prima edizione dell'album era accompagnata da uno speciale volumetto a fumetti che illustrava e complementava il contenuto del disco.
Nel 1997 viene pubblicato un disco dal vivo intitolato A Fistful of Alice, che presenta "special guests" come Slash, Sammy Hagar e Rob Zombie. Due anni dopo, nel 1999, il cantante lancia sul mercato The Life and Crimes of Alice Cooper, un cofanetto di quattro CD contenenti vari brani estratti dalla sua vasta discografia.

### Anni 2000

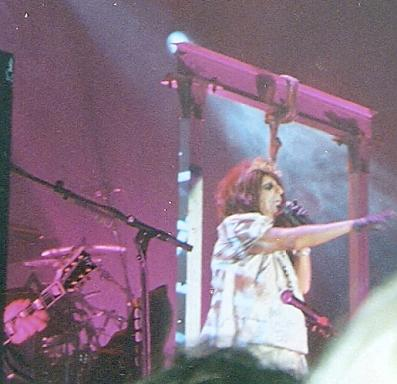
Alice Cooper sul patibolo durante il suo concerto di Milano nel novembre 2010

Dopo alcuni anni di inattività compositiva, Cooper ritorna nel 2000 con Brutal Planet, un album che mostra un artista rinnovato e alle prese con sonorità dure, sinistre e moderne, ben accolto dai fan e dai critici. Anche l'album successivo Dragontown del 2001 non è da meno, e, seppur con meno successo, conserva un sound simile.
Il successivo The Eyes of Alice Cooper (2003) presenta, invece, sonorità più leggere ed orecchiabili dei due precedenti, ritornando in parte al rock degli anni settanta e si distingue stilisticamente sia dai lavori degli anni 2000 sia dai precedenti.
Nel 2004 nasce Nights with Alice Cooper, un programma radiofonico condotto da Alice Cooper. È trasmesso in onda su oltre 100 stazioni radio negli Stati Uniti, sette in Canada, ed è disponibile anche nel Regno Unito (su Planet Rock) Germania (su Star FM) Irlanda, Australia (91,5 Classic Rock/95,3 FM, Star 104,5 nel centro NSW Costa, e 102,9 KOFM Newcastle) Danimarca, Svezia e Nuova Zelanda. Inoltre, decine sono le stazioni affiliate in streaming col programma radiofonico. La maggior parte delle stazioni trasmettono il programma 19:00-00:00 ora locale. Durante il programma Cooper interpreta le richieste così come le sue canzoni preferite (la maggior parte delle quali sono dal genere rock classico) risponde a messaggi di posta elettronica dei suoi fan ed intervista celebrità. Le celebrità che ha intervistato nel suo show: Joe Perry degli Aerosmith, Brian Johnson degli AC/DC, Ozzy Osbourne, Meat Loaf, Rob Zombie, Glenn Danzig, Def Leppard, Peter Frampton e Jerry Springer. Lo spettacolo riprende tracce di artisti di rock classico, insieme col blues, il punkrock e la musica psichedelica.
Nel 2005 viene pubblicato Dirty Diamonds, aggressivo al punto giusto con pezzi come la title track Dirty Diamonds, e il brano di apertura Woman of Mass Destruction, ma anche con diversi pezzi lenti, alcuni che ricordano l'hard rock di vecchia data firmato Rolling Stones come Sunset Babies, e il pezzo Rapcore Stand, in collaborazione col rapper Xzibit.
Nel luglio 2008 è uscito il nuovo disco dell'artista statunitense, chiamato Along Came a Spider, un concept album che racconta la storia di un serial killer, chiamato appunto Spider. Nel 2008 ha partecipato all'album The Scarecrow degli Avantasia, nella canzone The Toy Master, e all'album We Wish You a Metal Xmas and a Headbanging New Year, cantando nella traccia Santa Claws Is Coming to Town, rivisitazione del classico natalizio quasi omonimo. Nell'ottobre del 2009 pubblica un nuovo singolo, Keepin Halloween Alive.
Alice Cooper ha partecipato all'album Slash & Friends del chitarrista Slash (Velvet Revolver) disponibile dal febbraio 2010. Nel maggio del 2010 viene messo in vendita tramite download sul sito ufficiale di Alice Cooper un pacchetto contenente cinque canzoni: School's Out, No More Mr. Nice Guy, Elected, Eighteen e Welcome to My Nightmare. Inoltre, inizia a scrivere il suo nuovo album: Welcome to My Nightmare 2 che esce nel 2011.
Dopo il cameo nel film di Tim Burton “Dark Shadow” nel 2012, mette in cantiere il progetto di creare una nuova band con Johnny Depp, presente nel suddetto film. La band chiamata “Hollywood Vampires” fa i suoi esordi nel 2015, i membri ufficiali sono Alice Cooper, Johnny Depp e Joe Perry, anche se vanta la partecipazione di tantissimi altri illustri nomi dello spettro musicale come Paul McCartney.
Nel 2017 Alice Cooper dichiara di non volersi fermare e di non lasciare le scene dei palcoscenici del mondo dello spettacolo musicale, e tramite l'etichetta della casa discografica earMUSIC, produttore Bob Ezrin, fa uscire l'album "Paranormal", in cui richiama a suonare con sé Neal Smith, Michael Bruce e Dennis Dunaway, membri storici della Alice Cooper Band.
Il 26 febbraio 2021 esce il suo nuovo lavoro dal titolo "Detroit Stories".
Nel 2023 esce il suo nuovo album dal titolo "Road". L'album, seppur con innovazione, riprende uno stile rock/hard rock tipico dell'artista negli anni 70. Risultando un ottimo lavoro tra i fan più accaniti.

## Stile musicale
Il genere espresso da Alice Cooper è di difficile catalogazione, avendo egli spaziato fra molti stili di rock diversi fra loro nel corso degli anni, ed avendo avuto quindi numerose sfaccettature. Il primo periodo della sua carriera (da Pretties for You a Muscle of Love) presenta un rock contaminato da generi come folk rock, blues, rock and roll, garage rock e country, mentre da Welcome to My Nightmare a From the Inside, il suo stile divenne più ruvido con sonorità hard rock e heavy metal, ma sempre conservando aspetti melodici.
Nei primi anni ottanta, Alice pur rimanendo sempre ancorato al rock si spinse verso la New wave da Flush the Fashion a DaDa. Con l'avvento del Pop metal di Mötley Crüe, Ratt e Bon Jovi, Cooper abbracciò sonorità simili con i dischi Constrictor, Raise Your Fist and Yell (più legato ad un heavy metal tradizionale) Trash e Hey Stoopid. Con la decadenza del genere, il successivo The Last Temptation lo riporta a sonorità hard rock modernizzate.
Con l'arrivo degli anni 2000, il cantante, con i dischi Brutal Planet e Dragontown, rende la sua musica molto violenta con sonorità industrial e alternative metal. Il successivo The Eyes of Alice Cooper si rifà a sonorità più punk rock, orecchiabili, grezze ma moderne mentre Dirty Diamonds riconduce la sua musica in parte agli anni settanta ed in parte alla corrente post-grunge, ma sempre puntando alla modernità. In Along Came a Spider si può trovare una grossa componente glam rock, che tuttavia difficilmente appare "datata" grazie a sonorità ancora più asciutte di quelle del disco precedente, per effetto delle quali il concept album appare più semplice e sincero. Con Welcome 2 My Nightmare, Cooper conferma la sua poliedricità, tramite una fitta rete di richiami alle melodie del prequel del 1975 Welcome to My Nightmare, di hard rock più moderno e di un variopinto bagaglio ispirativo.

## Vita privata
Dal 1968 al 1976 è stato legato a Cynthia Lang.
Dal 1976 è sposato con Sheryl Goddard, una ballerina conosciuta durante il Nightmare Tour del 1975; la coppia ha tre figli.
È un dichiarato elettore del Partito Repubblicano. È, per sua stessa ammissione, un devoto cristiano e partecipa attivamente allo studio della Bibbia.

## Componenti della band

### Formazione attuale
- Alice Cooper - voce, armonica a bocca
- Nita Strauss - chitarra
- Ryan Roxie - chitarra
- Tommy Henriksen - chitarra
- Chuck Garric - basso elettrico
- Glen Sobel - batteria

## Discografia

### Album in studio
- 1969 – Pretties for You
- 1970 – Easy Action
- 1971 – Love It to Death
- 1971 – Killer
- 1972 – School's Out
- 1973 – Billion Dollar Babies
- 1973 – Muscle of Love
- 1975 – Welcome to My Nightmare
- 1976 – Alice Cooper Goes to Hell
- 1977 – Lace and Whiskey
- 1978 – From the Inside
- 1980 – Flush the Fashion
- 1981 – Special Forces
- 1982 – Zipper Catches Skin
- 1983 – DaDa
- 1986 – Constrictor
- 1987 – Raise Your Fist and Yell
- 1989 – Trash
- 1991 – Hey Stoopid
- 1994 – The Last Temptation
- 2000 – Brutal Planet
- 2001 – Dragontown
- 2003 – The Eyes of Alice Cooper
- 2005 – Dirty Diamonds
- 2008 – Along Came a Spider
- 2011 – Welcome 2 My Nightmare
- 2017 – Paranormal
- 2021 – Detroit Stories
- 2023 – Road
- 2025 - The Revenge of Alice Cooper

### Con gli Hollywood Vampires
- 2015 – Hollywood Vampires
- 2019 – Rise

## Videografia

### VHS
- 1974 – Good to See You Again, Alice Cooper
- 1976 – Welcome to My Nightmare
- 1987 – The Nighmare Returns
- 1990 – Trashes the World
- 1991 – Prime Cuts

### DVD
- 2000 – Brutally Live
- 2001 – Prime Cuts
- 2003 – Alice Cooper - Special Edition EP
- 2004 – Trashes the World
- 2005 – Live at Montreux 2005
- 2005 – Good to See You Again, Alice Cooper
- 2006 – The Nighmare Returns
- 2010 – Theatre of Death

## Filmografia
- Sextette, regia di Ken Hughes (1978)
- Sgt. Pepper's Lonely Hearts Club Band, regia di Michael Schultz (1978)
- Roadie - La via del rock (Roadie) regia di Alan Rudolph (1980)
- Monster dog - Il signore dei cani (Leviatán) regia di Claudio Fragasso (1984)
- Il signore del male (Prince of Darkness) regia di John Carpenter (1987)
- The Decline of Western Civilization Part II: The Metal Years, regia di Penelope Spheeris (1988)
- Nightmare 6 - La fine (Freddy's Dead: The Final Nightmare) regia di Rachel Talalay (1991)
- Fusi di testa (Wayne's World) regia di Penelope Spheeris (1992)
- Horror in the Attic (The Attic Expeditions) regia di Jeremy Kasten (2001)
- Detective Monk – serie TV, episodio 5x02 (2006)
- Suck, regia di Rob Stefaniuk (2009)
- Dark Shadows, regia di Tim Burton (2012)
- Bigfoot, regia di Bruce Davison (2012)
- Supermensch: The Legend of Shep Gordon, regia di Mike Myers (2013)